# 格利泽526
格利泽526 (Lalande 25372, Wolf 498)是一顆位於牧夫座的紅矮星。它的視星等為 8.5，因此無法用肉眼看到。該系統距離地球17.7光年（5.43秒差距）。

## 特性
格利泽526是一顆耀星，這意味著它的亮度偶爾會增加1-6個星等。它是一顆位於主序星階段的紅矮星，恆星分類為M1.5V。格利泽526比太陽小，質量為太陽的28%，半徑為太陽的58.2%。它的光度僅為太陽的1.1%。其恆星溫度為3,474K。
格利泽526已經過紅外輻射檢查。如果紅外線存在過量可以被視為碎片盤圍繞恆星運行的跡象。然而，在格利泽526周圍並沒有發現這樣的超量。